# Каяття (Доктор Хаус)
«Каяття» (англ. Remorse)  — одинадцята серія шостого сезону американського телесеріалу «Доктор Хаус». Прем'єра епізоду проходила на каналі FOX 25 січня 2010. Доктор Хаус і його нова команда мають врятувати жінку, яка не може відчувати емоції.

## Сюжет
Під час зустрічі з начальником у Валері виникають інтенсивні періодичні болі у вухах. Хаус вважає, що у жінки проблеми із серцем і наказує лікувати від серцевої аритмії. Тест виявляє аритмію, але невдовзі до пацієнтки приходить чоловік і каже, що у неї з ним був роман. Оскільки жінка одружена і її чоловік знаходиться в палаті, вона одразу пояснила йому, що це не так. Також вона розповіла, що у її колишнього колеги проблеми з психікою. Команда вважає, що пацієнтка не бреше і чоловік справді не при своєму розумі, але Тринадцята вважає, що жінка теж набрехала. Команда думає, що чоловік міг дати Валері пігулки, які пришвидшили її серцебиття і Хаус наказує виписати їй бета-блокатори.
Тринадцята вирішує зробити МРТ і розуміє, що пацієнтка не відчуває ніяких емоцій, проте навчилася їх гарно показувати. Вона розповідає команді, що їхня пацієнтка — психопатка. Хаус каже Валері, що, скоріш за все, її незрозуміла проблема з серцем пов'язана із психологічною проблемою. Жінка розповідає, що не відчувала ніяких емоцій ще з народження. Форман думає, що у жінки третинний сифіліс і Хаус наказує почати лікування. Згодом Валері починає погрожувати Тринадцятій. Вона каже їй, що якщо та розповість її чоловіку про психічну проблему — Валері відсудить у неї всі гроші та зруйнує кар'єру. Під час огляду Тринадцята ламає руку жінці. Аналіз пояснює це тим, що у неї почали відмовляти нирки, тому виникла ламкість кісток. Відмова нирок виключає сифіліс, тому Форман думає, що у пацієнтки лімфома. Хаус наказує почати лікування. Тринадцята вирішує натякнути чоловіку Валері, що його дружина не дуже йому вірна. Проте жінці знову вдається переконати його у тому, що кохає його.
Пацієнтка вирішує помститися. Вона вимагає, щоб Кадді звільнила Тринадцяту, але та просто відсторонює її від справи. Валері вирішує звернутися до медичної ради і сказати, що доктор Хардлі домагалася її. Невдовзі у жінки виникає кровотеча у стравохід, що заперечує лімфому. Також у пацієнтки починає відмовляти печінка. Валері роблять операцію, проте її стан критичний і вона може померти через 1-2 дні. Тауб думає, що у жінки первинний біліарний цироз і Хаус наказує почати лікування. Печінка може повністю відмовити, тому Сара, сестра Валері, приходить перевіритись на донорство. Поте її група крові не підходить і вона не може стати донором. Тринадцята вирішує поговорити з нею і дізнається, що Валері змінилась у підлітковому віці. А це каже про те, що психічний розлад — це симптом. Хаус розуміє, що у пацієнтки хвороба Вілсона. Команда починає лікування і жінка одужує та починає відчувати незнайомі для неї речі.